# Vultee XA-41
Le Vultee XA-41 était un avion d'attaque au sol de conception américaine, conçu par la société Vultee Aircraft au cours de la Seconde Guerre mondiale.
L'avion fut initialement commandé comme bombardier en piqué, mais les retours d'expérience après les combats menèrent l'Army Air Corps à penser que ce type d'avions était trop vulnérable face aux chasseurs ennemis. Le contrat fut donc modifié pour que l'avion devienne un avion d'attaque à basse altitude. Bien que le XA-41 ait été un système d'armes avec du potentiel, sa conception fut dépassée par de la technologie plus avancée et l'avion n'entra jamais en production en série.

## Conception et développement
L'équipe d'ingénieurs de la société Vultee décida tôt pendant la conception de construire le XA-41 (« Model 90 » au sein de la compagnie) autour de l'imposant moteur en étoile Pratt & Whitney R-4360 Wasp Major à quatre rangées et 28 cylindres, développant une puissance de 3 000 ch. L'aile de grandes dimensions du Model 90 ressemblait à celle du Vultee Model 72, un avion d'attaque biplace mieux connu sous le nom de Vultee A-31 Vengeance. L'aile comportait un bord d'attaque droit, un bord de fuite se resserrant vers l'avant, et un dièdre prononcé sur les panneaux d'aile extérieurs.
Conçu pour emporter une importante quantité de munitions sur les supports internes et externes, l'avion était assez gros pour un appareil monomoteur. Le cockpit monoplace, installé dans l'alignement de l'emplanture des ailes, était situé à 4,60 m du sol lorsque l'avion était au parking.
Comme les priorités opérationnelles furent changées pendant sa phase de développement, la commande initiale pour deux prototypes XA-41 fut annulée, bien que l'US Army Air Forces continua à faire pression pour l'achèvement d'un prototype afin de s'en servir comme banc d'essais volant pour le moteur R-4360, moteur qui fut utilisé plus tard sur le Boeing B-50 Superfortress.

## Histoire opérationnelle
Volant pour la première fois le 11 février 1944, l'unique XA-41 (no 43-35124) fit preuve de bonnes performances, avec une vitesse maximale de 570 km/h atteinte pendant les essais et une « excellente manœuvrabilité », étant capable de tourner plus serré qu'un P-51B Mustang.
Toutefois, en raison de la diminution des commandes militaires liées à l'arrivée de la fin de la guerre, aucun contrat de production ne fut signé, et l'avion fut utilisé comme un banc d'essais moteur par l'USAAF, ainsi que par l'US Navy comme appareil d'évaluation avec d'autres appareils d'attaque contemporains, en particulier les AD-1 Skyraider et AM-1 Mauler. Après ses essais au sein de la marine, le XA-41, portant le numéro de registre civil NX60373N, fut consigné dans la division Pratt & Whitney d'United Aircraft pour continuer les essais moteurs. Ces essais continuèrent jusqu'en 1950, avant que le XA-41 ne soit finalement envoyé à la ferraille. Il n'existe donc pas d'exemplaire survivant de cet avion.